# Dobrá Voda (Toužim)
Dobrá Voda (deutsch Dobrawod) ist eine Siedlung in der Stadt Toužim (Theusing) im Okres Karlovy Vary (Bezirk Karlsbad).
Dobrawod wurde 1233 erstmals erwähnt. Dobrawod war nach Witschin gepfarrt. 2011 lebten in Dobrá Voda 122 Personen.

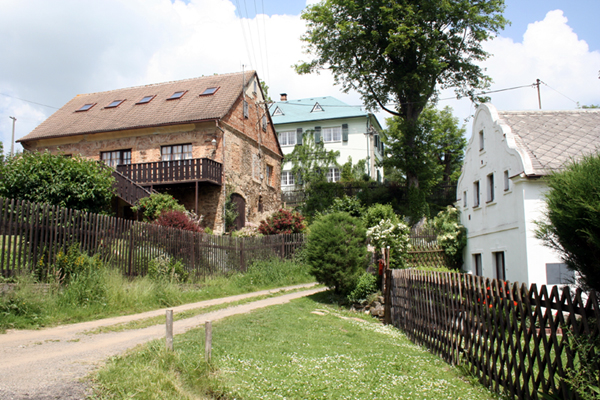
Dorflage
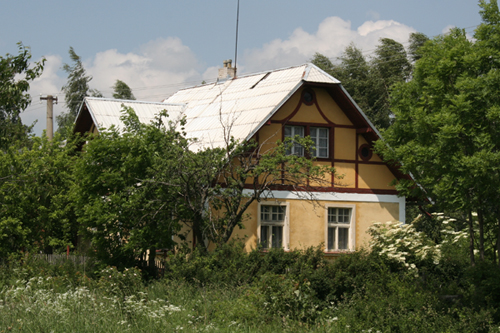
Dorflage
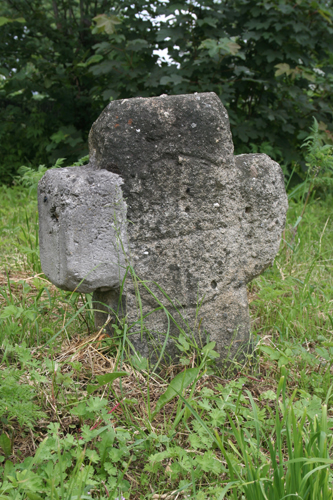
Versöhnungskreuz

## Persönlichkeiten
- Wenzel Baier (1869–1956), sudetendeutscher Lehrer und Kommunalpolitiker

## Belege
1. ↑  German genealogy: Sudetenland, Orte D. Abgerufen am 16. März 2024.
2. ↑  STATISTICKÝ LEXIKON OBCÍ ČESKÉ REPUBLIKY 2013 Podle správního rozdělení k 1. 1. 2013 a výsledků sčítání lidu, domů a bytů  k 26. březnu 2011 Zpracoval Český statistický úřad ve spolupráci s Ministerstvem vnitra ČR. (PDF) 1. Januar 2013, S. 276, archiviert vom Original (nicht mehr online verfügbar) am 6. März 2016; abgerufen am 16. März 2024 (tschechisch).  Info: Der Archivlink wurde automatisch eingesetzt und noch nicht geprüft. Bitte prüfe Original- und Archivlink gemäß Anleitung und entferne dann diesen Hinweis.